# 現代農夫
《摩登農夫》為韓國SBS自2014年10月18日起播出的青春有機農電視劇，講述搖滾樂隊成員們來到農村所發生的故事。自此劇起，SBS週末晚間9點所播出的電視劇開始以迷你劇來取代原有的長篇電視劇，採新型態的劇情故事與制作方式。

## 演員陣容

### 主要角色
- 李洪基 飾演 李敏基（粵語配音：張裕東、國語配音：待公佈）

27歲，獨立樂團「Excellent Souls」隊長，吉他手兼主唱。曾經紅極一時，為了實現當初的發行專輯的夢想，來到下頭鹿里種植白菜。
- 李荷妮 飾演 姜允熙（粵語配音：鄭麗麗、國語配音：待公佈）

30歲，下頭鹿里的里長，敏基童年的初戀好友。未婚媽媽，獨立帶大兒子敏皓。
- 朴敏雨 飾演 姜赫（粵語配音：黃積權、國語配音：待公佈）

27歲，醫生，Excellent Souls琴手，是醫院院長的兒子。
- 郭東延 飾演 韓基峻（粵語配音：關令翹、國語配音：待公佈）

25歲，大學生，Excellent Souls鼓手。未來不是當公務員就是繼承豬蹄店，在準備公務員考試時，被敏基說服。
- 李施彥 飾演 柳韓哲（粵語配音：劉奕希、國語配音：待公佈）

27歲，Excellent Souls貝斯手。被診斷出患有肝癌，因此決定要在人生最後一起實現夢想。

### 允熙家
- 李漢偉 飾演 姜英植（粵語配音：蕭徽勇、國語配音：待公佈）

48歲，允熙的叔叔。
- 李壹花 飾演 尹惠貞（粵語配音：許盈、國語配音：待公佈）

45歲，允熙的嬸嬸。
- 金宰鉉 飾演 姜洪九（國語配音：待公佈）

19歲，允熙半個弟弟。
- 黃載沅（朝鲜语：황재원 (배우)） 飾演 姜敏皓（粵語配音：吳羨婷、國語配音：待公佈）

8歲，允熙的兒子。
- 金秉玉 飾演 韓仁基（國語配音：待公佈）

50歲，在允熙家工作的古怪的農夫。患有失語症，只有女兒尚恩可以跟他溝通。
- 朴真珠 飾演 韓尚恩（粵語配音：何寶珊）（台灣配音：待公佈)

19歲，仁基的女兒。夢想成為偶像，卻被爸爸反對。

### 青年會會長家
- 趙相件 飾演 朴德出（粵語配音：譚炳文、國語配音：待公佈）

83歲，青年會會長的爺爺。很喜歡吃巧克力棒，因為牙齒不好會將巧克力棒中的杏仁蒐集起來。
- 金富宣 飾演 李龍女（粵語配音：袁淑珍、國語配音：待公佈）

65歲，青年會會長的媽媽。一心期望自己的兒子尚德可以盡快結婚。
- 徐東沅 飾演 朴尚德（粵語配音：陳廷軒、國語配音：待公佈）

40歲，老光棍青年會會長。從小學就開始喝米酒，酒不離身的大叔。
- 權珉娥 飾演 李秀妍（粵語配音：凌晞、國語配音：待公佈）

下頭鹿里身分不明的神秘女，以為村内義務作畫的身份寄宿。翰哲暗戀的對象。

### 前里長家
- 朴英樹 飾演 黃萬九（粵語配音：陳永信、國語配音：待公佈）

40歲，前里長，青年會會長的朋友。剛開始一直很想將敏基等四人趕出下頭鹿里。擅長種植，有農神之稱。
- 瑪麗亞 飾演 黛安娜（國語配音：待公佈）

29歲，前里長的妻子，從烏茲別克斯坦嫁過來的外籍新娘。
- 林肯·保羅·蘭伯特 飾演 黃民國（國語配音：待公佈）

8歲，萬九與黛安娜的兒子，是一名混血兒。
- 吳英實 飾演 金順芬（粵語配音：朱妙蘭、國語配音：待公佈）

63歲，前里長的母親，婦女會會長。喜歡到處說別人的八卦。
- 趙宇麗 飾演 黃怡芝（國語配音：待公佈）

25歲，下頭鹿里的大醬女，被寵慣的女孩。
- 金珠賢 飾演 宋華蘭（粵語配音：成瑤孆、國語配音：待公佈）

24歲，延邊朝鮮族的處女，非法居留者，綽號「非子」，能說普通話。

### 美瑩家
- 鄭詩雅 飾演 柳美瑩（國語配音：待公佈）

37歲，朴尚德的初戀。
- 張書熙 飾演 崔恩宇（粵語配音：羅孔柔、國語配音：待公佈）

8歲，美瑩的女兒。

### 首爾人物
- 韓寶凜 飾演 韓宥娜（粵語配音：劉惠雲、國語配音：待公佈）

27歲，明星歌手。
- 柳志娟 飾演 尹美子（國語配音：待公佈）

52歲，敏基的母親。
- 金元海 飾演 毒蛇（粵語配音：馮錦堂、國語配音：待公佈）

50歲，惡名昭彰的高利貸。
- 南明烈 飾演 姜院長（國語配音：待公佈）

55歲，姜赫的父親，醫院院長。

### 特別演出
- 鄭奎洙 飾演 石直九（粵語配音：張炳強、國語配音：待公佈）
- 柳慧琳 飾演 女高中生（國語配音：待公佈）
- 李度妍 飾演 鳳蓮（國語配音：待公佈）
- 朴莞奎 飾演 Rock Club社長（國語配音：待公佈）
- 權伍中 飾演 人蔘場小偷（國語配音：待公佈）
- 張元英 飾演 人蔘場小偷（國語配音：待公佈）
- 張英南 飾演 尹淑卿（國語配音：待公佈）
- 金炳哲 飾演 柳韓哲公司上司（國語配音：待公佈）

## 收視率
| 集數       | 播出日期   | TNmS 收視率      | TNmS 收視率    | AGB 收視率       | AGB 收視率     |
| 集數       | 播出日期   | 大韓民國（全國） | 首爾（首都圈） | 大韓民國（全國） | 首爾（首都圈） |
| ---------- | ---------- | ---------------- | -------------- | ---------------- | -------------- |
| 1          | 2014/10/18 | 4.8%             | 5.2%           | 4.3%             | 4.9%           |
| 2          | 2014/10/19 | 4.9%             | 5.3%           | 5.2%             | 5.6%           |
| 3          | 2014/10/25 | 4.5%             | 5.1%           | 4.9%             | 5.2%           |
| 4          | 2014/10/26 | 5.3%             | 6.1%           | 5.4%             | 6.5%           |
| 5          | 2014/11/01 | 5.6%             | 6.6%           | 5.1%             | 5.8%           |
| 6          | 2014/11/02 | 5.4%             | 6.4%           | 6.3%             | 7.1%           |
| 7          | 2014/11/08 | 3.9%             | 4.5%           | 4.6%             | 5.2%           |
| 8          | 2014/11/09 | 4.6%             | 4.9%           | 5.0%             | 5.4%           |
| 9          | 2014/11/15 | 4.3%             | 4.6%           | 5.1%             | 5.5%           |
| 10         | 2014/11/16 | 4.3%             | 4.9%           | 4.4%             | 4.9%           |
| 11         | 2014/11/22 | 3.6%             | 4.0%           | 4.3%             | 4.7%           |
| 12         | 2014/11/23 | 4.5%             | 4.7%           | 4.6%             | 4.6%           |
| 13         | 2014/11/29 | 3.7%             | 4.6%           | 4.3%             | 4.5%           |
| 14         | 2014/11/30 | 3.6%             | 4.4%           | 4.0%             | 4.2%           |
| 15         | 2014/12/06 | 4.3%             | 5.0%           | 4.4%             | 4.5%           |
| 16         | 2014/12/07 | 3.9%             | 4.3%           | 4.1%             | 4.9%           |
| 17         | 2014/12/13 | 3.2%             | 3.5%           | 3.6%             | 4.4%           |
| 18         | 2014/12/14 | 3.8%             | 4.6%           | 4.2%             | 5.2%           |
| 19         | 2014/12/20 | 2.8%             | 3.5%           | 3.6%             | 4.6%           |
| 20         | 2014/12/27 | 3.4%             | 4.2%           | 4.0%             | 4.1%           |
| 平均收视率 | 平均收视率 | 4.22%            | 4.82%          | 4.57%            | 5.09%          |

## 相關時段作品
| SBS 青春有機農電視劇          | SBS 青春有機農電視劇                          | SBS 青春有機農電視劇 |
| ----------------------------- | --------------------------------------------- | -------------------- |
|                               | 現代農夫 （2014年10月18日 - 2014年12月27日）  |                      |
| 媽媽的選擇 （2014年10月12日） | 誕生吧！家族 （2015年1月3日 - 2015年3月15日） |                      |

| 香港 TVB韓劇台 星期日 13:30 - 16:00、18:30 - 20:55及23:30 - 01:45 | 香港 TVB韓劇台 星期日 13:30 - 16:00、18:30 - 20:55及23:30 - 01:45 | 香港 TVB韓劇台 星期日 13:30 - 16:00、18:30 - 20:55及23:30 - 01:45 |
| ----------------------------------------------------------------- | ----------------------------------------------------------------- | ----------------------------------------------------------------- |
|                                                                   | 摩登農夫 （2015年8月2日 - 2015年10月4日）                         |                                                                   |
| 謎情鋼刀男 （2015年5月31日 - 2015年7月26日）                      | 阿媽上學去 （2015年10月11日 - 2015年11月29日）                    |                                                                   |

- KBS ：《家人之間為何這樣》
- MBC：《薔薇色戀人們》
- tvN：《未生》（僅周六）

## 腳註
1. ↑  .   [2014-07-13]. （原始内容存档于2014-10-06）.
2. ↑  .   [2014-07-13]. （原始内容存档于2020-04-04）.
3. ↑  .   [2014-07-13]. （原始内容存档于2020-04-04）.
4. ↑  .   [2014-09-12]. （原始内容存档于2018-01-17）.
5. ↑  .   [2014-09-12]. （原始内容存档于2013-12-26）.

## 外部連結
- 韓國SBS官方網站 （页面存档备份，存于）